# (189930) Jeanneherbert
(189930) Jeanneherbert est un astéroïde de la ceinture principale.

## Description
(189930) Jeanneherbert est un astéroïde de la ceinture principale. Il fut découvert le 22 septembre 2003 à l'Observatoire Junk Bond par David Healy. Il présente une orbite caractérisée par un demi-grand axe de 2,79 UA, une excentricité de 0,11 et une inclinaison de 4,9° par rapport à l'écliptique.

## Compléments